# Melomys aerosus
Melomys aerosus är en däggdjursart som först beskrevs av Thomas 1920. Den ingår i släktet Melomys och familjen råttdjur. Inga underarter finns listade i Catalogue of Life. Arten finns endast i Indonesien.

## Beskrivning
Arten är en medelstor, förhållandevis kortsvansad råtta med en kroppslängd exklusive svansen på 15 till 16 cm, och en svanslängd på 12,5 till 14 cm. Två vuxna individer har konstaterats ha vikter på 97 och 123 g. Pälsen är kraftig och mörkt gråbrun på ovansidan, ljusare grå med bruna inslag på undersidan. Den fjälliga svansen är enhetligt gråbrun med gles, kort behåring.

## Utbredning
Melomys aerosus är endemisk för ön Seram i den indonesiska ögruppen Moluckerna.

## Ekologi
Arten lever i låga och medelhöga bergstrakter mellan 650 och 1 800 meter över havet. Habitatet utgörs främst av regnskogar, men fyra individer, två vuxna och två ungar, har påträffats i en bananodling. Individerna lever främst i trädkronorna, men beger sig ner till marken nattetid för att äta.
Råttan är rödlistad som starkt hotad ("EN") av IUCN, och populationen minskar. Främsta hoten, förutom det lilla utbredningsområdet (ön har en yta på drygt 1 700 km2), är habitatförlust till följd av skogsavverkning och konkurrens med svartråtta.